# Gilles Tremblay
Gilles Léonce Tremblay (ur. 6 września 1932 w Jonquière, zm. 27 lipca 2017) – kanadyjski kompozytor.

## Życiorys
Początkowo pobierał prywatnie lekcje u Jocelyne Binet (kontrapunkt), Isabelle Delorme (sofleż), Jeana Papineau-Couture (akustyka) i Edmonda Trudela (fortepian). W latach 1949–1954 uczęszczał do konserwatorium w Montrealu, gdzie jego nauczycielami byli Claude Champagne (kompozycja, teoria) oraz Germaine Malépart (fortepian). W latach 1950–1951 i 1953 uczęszczał na letnie kursy muzyczne w Marlboro Music School w stanie Vermont. Od 1952 do 1953 roku studiował ponadto historię muzyki na Uniwersytecie Montrealskim. W 1953 roku poznał Edgara Varèse’a, który wywarł wpływ na jego dalszy rozwój artystyczny. W latach 1954–1961 przebywał w Paryżu, gdzie był uczniem Yvonne Loriod (teoria, fortepian), Oliviera Messiaena (analiza muzyczna) i Maurice’a Martenota (fale Martenota). W 1957 i 1960 roku był uczestnikiem Międzynarodowych Letnich Kursów Nowej Muzyki w Darmstadcie, gdzie uczęszczał na zajęcia prowadzone przez Karlheinza Stockhausena, Pierre’a Bouleza i Henri Pousseura. Od 1959 do 1961 roku był członkiem działającej przy ORTF Groupe de recherches musicales.
Po powrocie do Kanady wykładał w latach 1961–1966 w konserwatorium w Quebecu. Od 1962 do 1998 roku był profesorem kompozycji w konserwatorium w Montrealu. Od 1962 do 1988 roku zasiadał w radzie Société de Musique Contemporaine du Québec, w latach 1982–1988 był jego prezesem. W 1967 roku zrealizował udźwiękowienie pawilonu Quebecu na Wystawie Światowej w Montrealu. W 1972 roku odbył wielomiesięczną podróż na Daleki Wschód, odwiedzając Bali, Filipiny, Chiny, Koreę i Japonię.
Oficer Ordre national du Québec (1991) i kawaler francuskiego Orderu Sztuki i Literatury (1992).

## Twórczość
Był zwolennikiem radykalnej awangardy, w poszukiwaniach nowych walorów dźwiękowych stosował niekonwencjonalne techniki wydobywania dźwięku, operował skrajnymi kontrastami rejestrów i dynamiki. Wykorzystywał różne formy aleatoryzmu oraz inspiracje z muzyki Dalekiego Wschodu.

## Wybrane kompozycje
(na podstawie materiałów źródłowych)

### Utwory orkiestrowe
- Cantique de durées (1960)
- Jeux de solstices (1974)
- Fleuves (1976)
- Vers le soleil (1978)
- Katadrone (Contrecri) (1988)
- Musique du feu na fortepian i orkiestrę dętą (1991)
- Avec: Wampum symphonique na sopran, bas, recytatora, chór i orkiestrę (1992)
- koncert fletowy Traversée (1994)
- Les Pierres crieront (1998)

### Utwory kameralne
- Mobile na skrzypce i fortepian (1962)
- Champs I na fortepian i 2 perkusje (1965, zrewid. 1969)
- Champs II: Souffles na 2 flety, obój, klarnet, róg, 2 trąbki, 2 puzony, 2 perkusje, kontrabas i fortepian (1968)
- Champs III: Vers na 2 flety, klarnet, trąbkę, róg, 3 skrzypiec, kontrabas i 3 perkusje (1969)
- ...le sifflement des vents porteurs de l’amour na flet, perkusję i mikrofony (1971)
- Solstices (ou Les Jours et les saisons tournent) na 1, 2, 3 lub 4 grupy 6 instrumentów (1971)
- Compostelle I na 18 instrumentów (1978)
- Le Signe du lion na róg i tam-tam (1981)
- Envoi, conarto vol na fortepian i 15 instrumentów (1983)
- Envol na flet (1984)
- Triojubilus na flet, harfę i dzwonki krowie (1985)
- Cedres en voiles na wiolonczelę (1989)
- Aubes na flet basowy, kontrabas i perkusję (1990)
- D’une goutte na membranofon mikrotonalny (1994)
- L’arbre de borobudur na gamelan i 8 instrumentów zachodnich (1995)

### Utwory fortepianowe
- Deux Pièces pour piano: Phases and Réseaux (1958)
- Traçantes (1976)

### Utwory organowe
- Vers une étoile (1993)

### Utwory wokalno-instrumentalne
- Kékoba na sopran, mezzosopran, tenora, perkusję i fale Martenota (1965)
- Oralléluiants na sopran, flet, klarnet basowy, róg, 3 kontrabasy, 2 perkusje i mikrofony (1975)
- DZEI (Voies de feu) na sopran, flet, klarnet basowy, fortepian i perkusję (1981)
- Les Vêpres de la Vierge na sopran, chór i 13 instrumentów (1986)
- L’espace du coeur, Miron-Machaut na chór i perkusję (1995)
- A Quelle heure commence le temps na bas-baryton, fortepian i 15 instrumentów (1999)

### Utwory sceniczne
- Un 9 na mima, 2 trąbki i 2 perkusje (1987)

### Muzyka elektroniczna
- Exercise I (1959)
- Exercise II (1960)
- Centre-elan (1967)
- Sonorisation de Pavillon du Québec (1967)